# 空间社会学

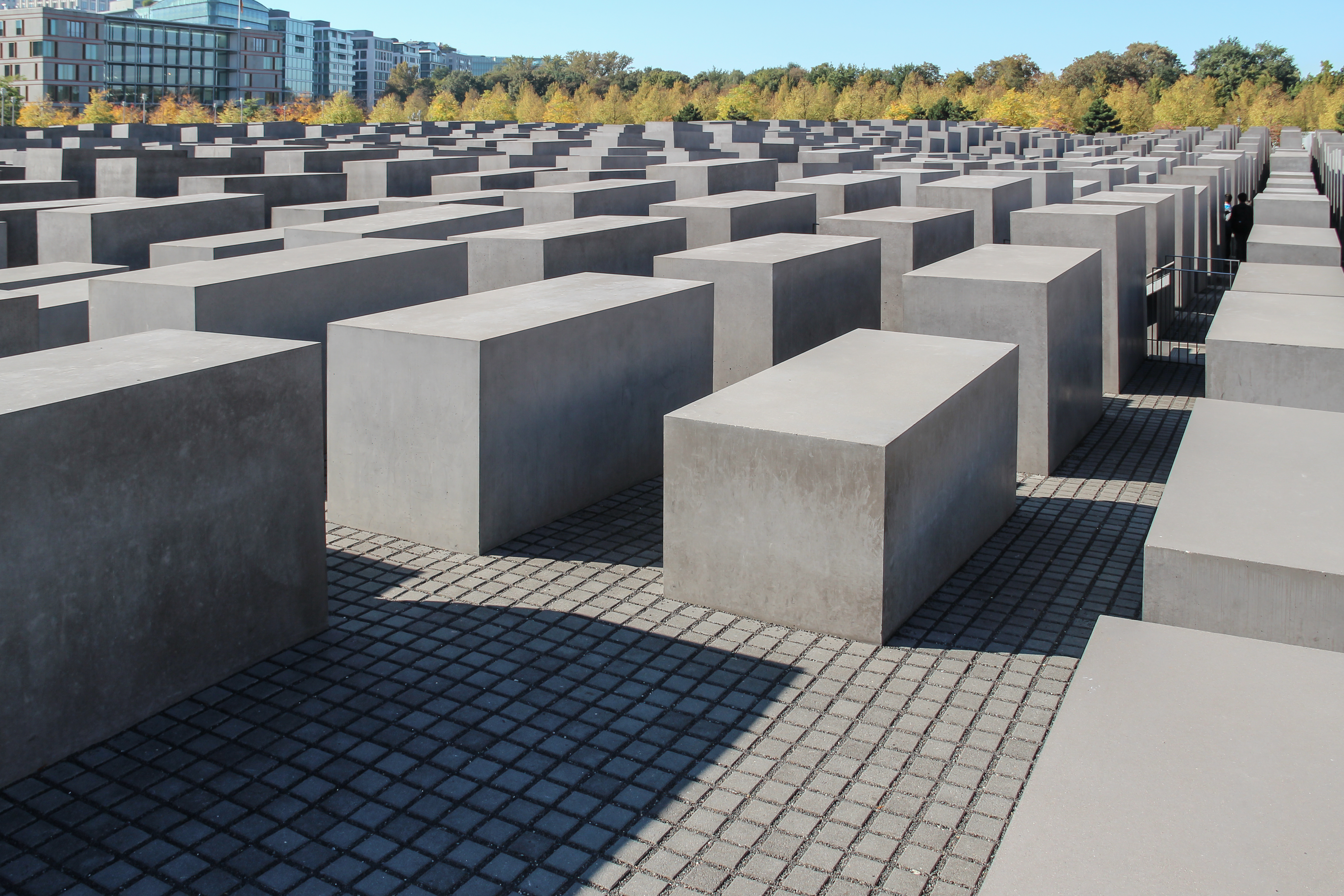
德国柏林的欧洲被害犹太人紀念物。空间的运用强调了納粹大屠殺和种族灭绝造成的损失的程度。

空间社会学（英語：sociology of space）是社会学的一个分支学科，主要借鉴了地理学理论，包括人文地理学、经济地理学和女性主义地理学的分支领域的理论。空间“社会学”研究空间的社会和物质构成，涉及理解社会实践、制度力量以及人类与空间如何相互作用的复杂性。空间社会学是一个跨学科领域，借鉴了马克思主义、后殖民主义、科学技术研究等多种理论传统，并与地理学、建筑学等多种学科的理论家交叉融合。爱德华·霍尔（Edward T. Hall）发展了空間行為學的研究，专注于心理学中空间的实证分析。

## 空间的二元性
空间是社会科学中最重要的概念之一，是理解地理学的基础。学者们对“空间”一词有不同的定义。
一般意义上，《牛津英語詞典》以两种方式定义空间：
1. 不依赖于其中存在的对象的一种连续的延伸。（A continuous extension viewed with or without reference to the existence of objects within it.）
2. 一维、二维或三维的点或物体之间的间隔。（The interval between points or objects viewed as having one, two or three dimensions.）

然而，人文地理学家的兴趣在于空间内的物体及其相对位置，涉及到对现象分布的描述、解释和预测。因此，空间中物体之间的关系是研究的中心。
米歇尔·福柯将空间定义为：“我们所居住的空间，把我们从自身中抽离出来，我们的生命、时代与历史的融蚀，均在其中发生，这个抓着我们、啃咬着我们的空间，本身也是一个异质空间……我们生活在一组关系之中。”
奈格尔·思瑞夫特将空间定义为：“这是一系列问题重重的临时定居点的结果，这些临时定居点将事物划分并连接成不同的集体，而这些集体慢慢地赋予了它们意义，使其持久而可持续。”
简而言之，“空间”是我们生活其中并与他人、社会和环境建立关系的社会空间。空间是通过将不同的事物对齐来建立和维护集体的艰苦而持续的工作的结果。各种不同的空间都可以存在，并且因此也确实存在，它们可能相互关联，也可能不相关。因此，我们可以通过空间更深入地理解社会行为。

## 空间社会学史
格奥尔格·齐美尔被视为该领域最重要的古典社会学家。齐美尔在1908年出版的《社会学：社会形式的调查》一书中写到了“空间社会学”。他关注的问题包括现代经济社会中的都市化进程和休闲空间的分离。
空間范畴在社会学理论的形成中长期处于从属地位。直到20世纪80年代末，人们才意识到，如果不更多地考虑生活的空间组成部分，就无法充分解释社会的某些变化。这种视角的转变称为空间转向。空间概念关注的是并置的组织形式。其重点是地方之间的差异及其相互影响。它对于日常生活的微观空间，以及民族国家或全球层面的宏观空间都同样适用。
社会科学对空间日益关注，其理论基础主要是由英语和法语世界社会学家、哲学家和人文地理学家奠定的。特别重要的包括米歇尔·福柯的论文《论其他空间》 ，他在其中宣告了“空间的时代”，以及亨利·列斐伏尔的开创性著作《空间的生产》。后者为大卫·哈维、曼纽·卡斯特、爱德华·苏贾等人建立的马克思主义空间理论提供了基础。马克思主义空间理论是基于结构性的，即资本主义或全球性的空间决定因素和日益增长的空间同质化；与之相对立的是行动理论的观念，它身体放置和空间感知的重要性，尽管习惯性地预先决定了，但仍是主观的建构。德国社会学家玛蒂娜·勒夫的空间理论就是一个例子。近年来，源自后殖民主义话语的方法引起了更多关注。同样与马克思主义的空间概念形成鲜明对比的是，英国地理学家朵琳·瑪西和德国社会学家赫尔穆斯·伯金等人强调地方背景的异质性以及对世界的知识的地点相关性。

## 空间的二元性
玛蒂娜·勒夫提出了空间“关系”模型的概念，它关注生命实体和社会物品的“秩序” ，并研究空间是如何在感知、回忆或构思过程中构成并将自身表现为社会结构的。从社会理论的角度看，它继承了安东尼·吉登斯提出的结构理论，其“结构二元性”概念由勒夫的延伸为“空间二元性”。其基本思想是，个人充当社会主体（并在此过程中构成空间），但他们的行为取决于经济、法律、社会、文化，以及取决于空间结构。因此，空间是行动的结果。同时，空间也构造行动，即空间既可以约束行动，又可以促成行动。
关于空间的构成，勒夫分析区分了两个通常相互决定的因素：“间隔”（spacing）和“综合”（synthesis）。间隔是指社会物品和人在场所中的放置行为或被放置状态。不过，勒夫说，通过放置创建的组合，只有在构成要素被人们（通过感知、回忆或构思过程）积极地联系在一起的情况下，才会有效地构成空间。勒夫将这一过程称为综合。这个概念已经在Lars Meier（研究了伦敦和新加坡财务经理日常生活中的空间构成）、Cedric Janowicz（对加纳城市阿克拉的食品供应进行了民族志-空间社会学研究）和Silke Streets（研究莱比锡创意产业的空间构成过程）等人的研究中得到了实证检验。

## 马克思主义方法

### 空间的社会生产
马克思主义空间理论最重要的支持者是亨利·列斐伏尔。他提出“社会空间”是生产关系再生产的地方，辩证矛盾是空间性的而不是时间性的。列斐伏尔将空间的社会生产视为三元辩证的相互作用：
- 空间实践（感知的空间）：即感知到的物理空间，日常生活中再生产的空间。“在可感知的空间内，它体现了日常现实（日常事务）和城市现实（将工作、‘私人’生活和休闲场所连接起来的路线和网络）之间的密切联系。”
- 空间的再现（构想的空间）：即空间的概念化表征，由认知构想出来的空间。“概念化的空间，科学家、规划师的空间……它是任何社会（或生产方式）下的主导空间。”
- 再现的空间（生活的空间）：即符号和概念的空间。“通过其相关的图像和符号直接‘生活’其中的空间。”[15]

列斐伏尔的论断“（社会）空间是（社会的）产物”受到了马克思的商品拜物教概念的影响。其社会空间的理论受到了包豪斯艺术运动的影响。
在列斐伏尔看来，20世纪70年代，这种空间生产导致了一种非反身性的日常性空间，其特征是异化，通过数学抽象的空间概念占支配地位，并在空间实践中被再生产。列斐伏尔在再现的空间中看到了一条逃离异化空间性的路线——在于非异化的、神话的、前现代的或艺术的空间愿景的概念中。

### 时空压缩
大卫·哈维决定性地推动了马克思主义空间理论的发展，他专注于研究从福特主义到“灵活积累”的转变对空间和时间经验的影响。他阐释了经济和技术层面的各种创新如何避免福特制中容易发生的危机，从而提高资本周转率。这进而导致经济周期普遍加速。根据哈维的说法，其后果是“时空压缩”。当对长期、未来和连续性的感觉消失时，邻近和远离之间的关系变得越来越难以确定。

### 第三空间
列斐伏尔的空间三元组得到了大卫·哈维、爱德华·苏贾等不少学者的化用，他们将这一流派引入了人文地理学。苏贾的“第三空间”理论是其中最知名的版本之一。苏贾的理论将城市空间分为以下三类：
- 第一空间（Firstspace）：物质建筑环境，可以在现实世界中绘制、量化测量和“看到”。
- 第二空间（Secondspace）：概念空间，是居民脑海中构想出来的。
- 第三空间（Thirdspace）：“真实而又想象”的空间，是生活的空间，是人们实际居住和体验到城市空间。

## 后殖民空间理论
受后殖民主义话语启发的空间理论关注空间的异质性。朵琳·瑪西认为，将非洲国家称为“发展中国家”并不恰当，这种表达将空间差异当成了时间差异（Massey 1999b）。其逻辑并没有将此类国家视为不同的国家，而只是将其视为“发达”世界的早期版本，她谴责这种观点是“歐洲中心主義”。基于这一精神，赫尔穆斯·伯金批评那些假设全球化会使世界日益趋同的理论是“全球中心主义”。他用当地知识资源在（不同的和特定的）场所的生产中的独特性和重要性来应对这一问题。他认为，当地环境形成了一种框架或过滤器，通过它，全球进程和全球传播的图像和符号被挪用，从而获得意义。例如，电影角色“野蛮人柯南”在德国激进右翼圈子中的形象与在芝加哥南区黑人贫民窟中的形象不同，麦当劳在莫斯科和巴黎的含义也不同。